# Sozomène
 (mai 2022).
Si vous disposez d'ouvrages ou d'articles de référence ou si vous connaissez des sites web de qualité traitant du thème abordé ici, merci de compléter l'article en donnant les références utiles à sa vérifiabilité et en les liant à la section « Notes et références ».
Sozomène (400-vers 450), de son nom entier Salaminios Hermias Sozomenos, est un rhéteur et historien chrétien de langue grecque, né à Bethéléa (aujourd'hui Bêt Laḥiyê dans la Bande de Gaza) en Palestine (Palestina Prima) dans l' Empire Byzantin  (Histoire ecclésiastique, V 15). Il étudia la rhétorique et le droit (sans doute à Beyrouth) et exerçait à Constantinople la profession de juriste ou d'avocat. 
Il composa, entre les années 440 et 450, une Histoire ecclésiastique allant de 323 à 425, à la suite de celle d'Eusèbe de Césarée.  Il est, avec Eusèbe de Césarée, Socrate le Scolastique, Théodoret de Cyr et Évagre le Scholastique, l’un des historiens de l’Antiquité chrétienne.

## Histoire ecclésiastique
L’Histoire comprend neuf livres et couvre la période allant de Constantin à Théodose II (324-439). Elle couvre la même période que l’Histoire ecclésiastique de Socrate le Scolastique et que celle de Théodoret de Cyr.
- Les livres I et II présentent un exposé détaillé du règne de Constantin : la conversion de l'empereur, la découverte de la Croix à Jérusalem, l'exercice de sa politique de chef d'État, les débuts de l'arianisme, le concile de Nicée.
- Les livres III et IV couvrent la période qui va de 337 à 360, c'est-à-dire de la mort de Constantin à celle de Constance II. C'est la période la plus chargée en synodes, symboles de foi et événements liés au développement de l'arianisme et aux divisions de ses partisans ou de ses adversaires.
- Les livres V et VI correspondent aux règnes de Julien, cousin germain de Constance II, et neveu de Constantin (361-363), de Jovien (juin 363-février 364), de Valentinien Ier en Occident (364-375) et de son frère Valens en Orient (364-378). Le livre V est consacré à Julien dont le règne très court eut cependant une importance historique considérable en raison de la stature et du destin exceptionnels de cet empereur condamné comme apostat par la tradition chrétienne unanime mais dont le caractère et l'action sont encore aujourd'hui objet de débats. Sozomène donne de Julien une image qui, venant d'un chrétien, ne pouvait être que négative, exagérant sans doute ses actes de persécution, mais laissant apparaître aussi l'intelligence et l'habileté politique du personnage. À côté de celui d'un tel « héros », les règnes de ses successeurs, l'éphémère Jovien et même Valentinien Ier et Valens, fondateurs d'une dynastie de parvenus, risquaient de paraître bien ternes. Sozomène a su leur conférer un relief presque équivalent en creusant l'opposition entre le « nicéen » Valentinien et l'« arien » Valens, en présentant ce dernier comme un persécuteur sans merci et en enrichissant son récit d'importants développements sur le monachisme oriental. Le livre se clôt par la défaite et la mort de « l'hérétique » dans l'incendie d'Andrinople qui fait écho à l'échec de la reconstruction du Temple de Jérusalem par « l'Apostat » et à la mort de ce dernier dans les sables de la Perse sassanide.
- Les trois derniers livres rapportent l'histoire de l'Église et celle de l'Empire chrétien pendant une cinquantaine d'années (379-ca 425) sous les représentants successifs de la dynastie théodosienne, Théodose le Grand, ses fils Arcadius en Orient et Honorius en Occident, son petit-fils Théodose II dirigé par sa sœur aînée Pulchérie, la plus rayonnante des brillantes princesses de l'âge théodosien.

L’Histoire ecclésiastique n'est pas une apologie du christianisme, il s'agit d'une version orthodoxe de l'histoire de l'Église au IVe siècle. Sozomène montre comment « l'Église universelle a triomphé des machinations de ses adversaires pour attirer finalement les masses à sa vérité ».
Œuvre d'un laïc orthodoxe, c'est un document intéressant sur l'idée qu'un historien chrétien se fait de sa religion et des querelles religieuses de son temps. En particulier, il voit dans le monachisme le fait spirituel le plus marquant du IVe siècle et il retrace la vie des grands ermites du désert, il étudie les causes de la diffusion du christianisme chez les barbares, expose les origines et les développements de la crise arienne. 
Sa documentation est due à ses recherches personnelles, pour lesquelles il voyagea beaucoup, peut-être jusqu'à Rome, due aussi à ses prédécesseurs (Eusèbe de Césarée, Rufin et Socrate le Scolastique). La crédibilité des faits rapportés par Sozomène, notamment la description de faits ou pratiques contemporains, a été souvent mise en doute. Ses assertions appellent donc une critique sévère par recoupement avec d'autres sources.

## Éditions et traductions de l’Histoire ecclésiastique
- Texte grec et traduction française :
  - Sozomène, Histoire ecclésiastique, livres I-II, éd. J. Bidez, trad. André-Jean Festugière, annoté par Bernard Grillet et Guy Sabbah, coll. « Sources chrétiennes », n° 306, Éditions du Cerf, Paris, 1983.
  - Sozomène, Histoire ecclésiastique, livres III-IV, éd. J. Bidez, trad. André-Jean Festugière, annoté par Guy Sabbah, coll. « Sources chrétiennes », n° 418, Éditions du Cerf, Paris, 1996.
  - Sozomène, Histoire ecclésiastique, livres V-VI, éd. J. Bidez et G.C. Hansen (GCS), trad. André-Jean Festugière, annoté par Guy Sabbah, coll. « Sources chrétiennes », n° 495, Éditions du Cerf, Paris, 2005.
  - Sozomène, Histoire ecclésiastique, livres VI-IX, éd. J. Bidez et G.C. Hansen (GCS), trad. André-Jean Festugière, annoté par Laurent Angliviel de la Beaumelle et Guy Sabbah, coll. « Sources chrétiennes », n° 516, Éditions du Cerf, Paris, 2008.
- Traduction de Louis Cousin, 1686, livres I à IV.
- Traduction anglaise intégrale en ligne, sur newadvent.org